# Georg Stephanides
Georg Stephanides OCist; (geboren im 16. Jahrhundert in Müglitz; gestorben 24. Dezember 1614 in Baumgartenberg) war ein österreichischer Zisterzienser. Von 1612 bis 1614 amtierte er als Abt des Klosters Baumgartenberg.

## Leben
Nachdem Georg Stephanides durch den Olmützer Bischof Franz Seraph von Dietrichstein nach Rom an das Collegium Germanicum entsendet worden war, erwarb er dort nach Studium beide Magister der schönen Künste und der Philosophie. Nach Ende seines Studiums begab er sich auf dem Weg in die Heimat in das Kloster Cîteaux und begann dort mit mehreren Freunden ein mehrmonatiges Noviziat. Nach seinem Eintritt in das Kloster Heiligenkreuz legte er dort 1604 die Profess ab. Nachdem er zuvor die Priesterweihe erhalten hatte, wurde er am 11. Januar 1610 zum Kooperator für die Gemeinde Alland bestellt. Weiterhin übernahm er die vakante Stelle des Sekretärs für den Abt Paul Schönebner vom Stift Heiligenkreuz. Aus dieser Funktion heraus erhielt er am 14. März 1612, anderen Quellen zufolge am 14. April 1612 die Postulation als neuer Abt des Stifts Baumgartenberg. Abt Stephanides Amtszeit war nur von kurzer Dauer beschieden, da er bereits nach etwas mehr als 2 Jahren starb und in Baumgartenberg seine letzte Ruhestätte fand.